# زمین‌لرزه راندگی کور
زمین‌لرزه راندگی کور در امتداد برخی گسل‌های راندگی روی می‌دهد که نشانه‌ای از آن‌ها در سطح زمین دیده نمی‌شود، از این رو نام «کور» را بر آن گذاشته‌اند. از آنجایی که این گسل‌ها در سطح زمین دیده نمی‌شوند، در نقشه‌برداری‌های استاندارد زمین‌شناسی سطحی، ثبت و مشخص نشده‌اند. گاهی این گسل‌ها به عنوان یک دستاورد جانبی لرزه‌شناسی اکتشافی نفت خام شناسایی می‌شوند.
اگرچه چنین زمین‌لرزه‌هایی جزو پرانرژی‌ترین انواع زمین‌لرزه نیستند ولی گاهی مخرب‌ترین نوع زمین‌لرزه به‌شمار می‌روند، یعنی در زمانی که شرایط با هم ترکیب شده و یک زمین‌لرزه شهری را تشکیل می‌دهند که به شدت بر خطر لرزه‌ای شهری تأثیر می‌گذارد.
زمین‌لرزه راندگی کور بسیار نزدیک و شبیه به زمین‌لرزه گسیخت مدفون است. ولی اگر زمین‌لرزه گسیخت مدفون به‌طور مشخص بر اثر گسل نباشد، علائم زمین‌لرزه بر روی سطح زمین به‌جا می‌ماند.